# Alba Fossae
Le Alba Fossae sono una struttura geologica della superficie di Marte.